# Leptonetela strinatii
Espèce
Synonymes
- Protoleptoneta strinatii Brignoli, 1976

Leptonetela strinatii est une espèce d'araignées aranéomorphes de la famille des Leptonetidae.

## Distribution
Cette espèce est endémique de l'Attique en Grèce. Elle se rencontre dans la grotte Spilia tou Panos à Keratea (Lavreotiki) en Attique de l'Est.

## Description
La femelle holotype mesure 2,55 mm

## Étymologie
Cette espèce est nommée en l'honneur de Pierre Strinati.

## Publication originale
- Brignoli, 1976 : Ragni di Grecia IX. Specie nuove o interessanti delle famiglie Leptonetidae, Dysderidae, Pholcidae ed Agelenidae (Araneae).  Revue suisse de zoologie, vol. 83, vol. 539-578 (texte intégral).